# 6595 Munizbarreto
6595 Munizbarreto eller 1987 QZ1 är en asteroid i huvudbältet som upptäcktes den 21 augusti 1987 av den belgiske astronomen Eric W. Elst vid Haute-Provence-observatoriet. Den är uppkallad efter den brasilianska astronomen Luiz Muniz Barreto.
Asteroiden har en diameter på ungefär 3 kilometer.